# Green Gartside
Green Gartside és un músic gal·lès nascut el 1955. La seva carrera abasta des de les cases okupes londinenques on va començar a gravar cançons casolanes per a la seva banda Scritti Politti (banda de molt èxit a la Gran Bretanya dels vuitanta) als seus treballs ultraproduïts amb Miles Davis, Elvis Costello, Kylie Minogue o Tracey Thorn; i dels pamflets esquerrans però anticlixé a les llargues converses deconstructivistes amb el seu amic el filòsof Jacques Derrida.